# Upper Lake (Californie)
Upper Lake est une census-designated place du comté de Lake, dans l'État de Californie, aux États-Unis,. En 2020, elle compte une population de 1 095 habitants.